# Манчо Манчев
Манчо Киров Манчев е български полицай, генерал-майор от МВР.

## Биография
Роден е на 6 октомври 1951 г. в сливенското село Горно Александрово. Там завършва основното си образование. През 1970 г. завършва средно специално образование в Техникума по електротехника „Мария Кюри“ в Сливен. Между 1970 и 1972 г. отбива редовната си военна служба в Школата за запасни офицери и в Сливен. За отличната си служба получава офицерски чин. Първоначално завършва ВИПОНД на МВР, а след това и право в Софийския университет. Започва работа в системата на МВР през 1977 г. като оперативен работник в РПУ-Котел. След това е назначен за заместник-началник на РПУ-Котел. От 1982 г. е старши инспектор по криминална линия, отговарящ за тежките престъпления и борбата с тероризма в Окръжното управление на МВР в Сливен. От 1988 е заместник-началник по оперативната работа на РПУ-Сливен, а от 1989 г. е началник на отдел „Криминален“ в ОУ на МВР-Сливен. От октомври 1990 г. до 1997 г. е началник на РДВР-Сливен. Между декември 1997 и октомври 1998 г. е началник на Инспектората на МВР. На 10 март 1997 г. е удостоен със звание генерал-майор от МВР. През 1998 г. напуска системата по свое желание поради инцидентното убийство на младо момиче от страна на полицай на пътния възел Петолъчката край Сливен. От 1999 до 2001 г. е юрисконсулт във филиала на Техническия университет-Варна в Сливен. През 2001 г. е началник на кабинета на министъра на вътрешните работи. Остава на този пост до 2008 г., когато се пенсионира. След това от 2008 до 2009 г. е директор на дирекция „Сигурност“ на БТК. Умира на 20 август 2016 г. в Сливен.